# يوليا سفيريدينكو
يوليا أناتوليفنا سفيريدنكو (بالأوكرانية: Юлія Анатоліївна Свириденко؛ من مواليد 25 ديسمبر 1985) هي سياسية أوكرانية شغلت منصب رئيس وزراء أوكرانيا التاسع عشر منذ 17 يوليو 2025. قبل ذلك، كانت نائبة رئيس الوزراء الأولى ووزيرة التنمية الاقتصادية والتجارة في أوكرانيا من 4 نوفمبر 2021، حلت محل دنيس أناتوليفيج شميكال كرئيسة للوزراء كجزء من تعديل حكومي اقترحه الرئيس فولوديمير زيلينسكي.